# ژرار بلیتز
ژرار بلیتز (فرانسوی: Gérard Blitz‎؛ ۱ اوت ۱۹۰۱ – ۸ مارس ۱۹۷۹) بازیکن واترپلو و شناگر اهل بلژیک بود.
وی در مسابقات کشوری و بین‌المللی در مجموع برندهٔ ۲ مدال نقره، ۲ مدال برنز شده‌است.